# Long Creek (Oregón)
Long Creek es una ciudad ubicada en el condado de Grant en el estado estadounidense de Oregón. En el año 2000 tenía una población de 228 habitantes y una densidad poblacional de 83.3 personas por km².

## Geografía
Long Creek se encuentra ubicada en las coordenadas 44°42′49″N 119°6′16″O / 44.71361, -119.10444.

## Demografía
Según la Oficina del Censo en 2000 los ingresos medios por hogar en la localidad eran de $31,250, y los ingresos medios por familia eran $33,393. Los hombres tenían unos ingresos medios de $29,583 frente a los $16,875 para las mujeres. La renta per cápita para la localidad era de $16,076. Alrededor del 17.2% de la población estaban por debajo del umbral de pobreza.